# Robowo (rejon miorski)
Robowo – dawna wieś. Tereny, na których leżała, znajdują się obecnie na Białorusi, w obwodzie witebskim, w rejonie miorskim, w sielsowiecie Przebrodzie.

## Historia
W czasach zaborów w gminie Druja, w powiecie dzisieńskim, w guberni wileńskiej Imperium Rosyjskiego.
W latach 1921–1945 wieś leżała w Polsce, w województwie wileńskim, w powiecie dziśnieńskim, od 1926 w powiecie brasławskim, w gminie Druja, a następnie w gminie Miory.
Według Powszechnego Spisu Ludności z 1921 roku zamieszkiwało tu 28 osób, 27 było wyznania rzymskokatolickiego, a 1 prawosławnego. Jednocześnie 24 mieszkańców zadeklarowało polską przynależność narodową, a 4 białoruską. Było tu 6 budynków mieszkalnych. W 1931 w 5 domach zamieszkiwały 23 osoby.
Wierni należeli do parafii rzymskokatolickiej w Miorach. Miejscowość podlegała pod Sąd Grodzki w Drui i Okręgowy w Wilnie; właściwy urząd pocztowy mieścił się w Miorach.